# دهستان دژگاه
دهستان دژگاه براساس سرشماری مرکز آمار ایران در سال ۱۳۸۵، جمعیت آن ۳۲۳۲ نفر (۶۵۷ خانوار) بوده‌است.
مشاهیران و چهره های شاخص بخش دهرم و دهستان دژگاه
از جمله مشاهیران و چهره های شاخص بخش دهرم و دهستان می توان به جناب آقای منوچهر حاجی زاده با سابقه ای برجسته در حوزه آموزشی،اجرایی و قضایی در سطح استان فارس اشاره نمود.
سابقه اجرایی ایشان عضویت در شورای اسلامی شهر دهرم،بخشدار بخش دهرم شهرستان فراشبند،بخشدار بخش طسوج شهرستان کوار
سابقه آموزشی ایشان معلم در شهرهای دهرم و دژگاه و همچنین عضو ارشد هیئت رسیدگی به تخلفات اداری اداره کل آموزش و پرورش استان فارس و دانشگاه فرهنگیان استان فارس می باشد.
همچنین جناب آقای منوچهر حاجی زاده عضو کانون وکلای دادگستری فارس و کهگیلویه و بویراحمد و از وکلای برجسته و توانمند در سطح استان فارس و شهرستان های شیراز و فیروزآباد نیز می باشد.